# Barbara Mujica (escritora)
Barbara Mujica es una escritora, autora de novelas, cuentos, ensayos periodísticos y crítica literaria estadounidense. Sus novelas más recientes son Frida (en español, Mi hermana Frida, 2002), sobre la vida de la pintora mexicana Frida Kahlo, y Sister Teresa (2007), basada en la vida de Santa Teresa de Jesús. Mujica ha ganado numerosos premios literarios, entre ellos el Premio Internacional de Ficción E.L. Doctorow y el Pangolin Prize. Sus obras han sido publicadas en 17 idiomas. Ha publicado dos colecciones de cuentos, Sánchez across the Street (1997) y Far from My Mother’s Home (1999), ocho antologías de literatura española y latinoamericana y varios estudios literarios. Fue presidenta de la Association for Hispanic Classical Theater hasta 2007. Es actualmente profesora de literatura española en la Universidad de Georgetown, en Washington D. C.
- Datos: Q4859177